# Mahagóni
A mahagóni vagy mahagónifa elnevezést eredetileg a Karib-tenger szigeteiről, Közép-Amerikából származó Swietenia mahagoni lombos fafajra, illetve elsősorban az abból nyert faanyagra használták, később a Swietenia nemzetséghez tartozó egyéb fákat, azok nagyon hasonló faanyagát is így nevezték. 
Egyéb kereskedelmi elnevezései: származási helytől függően Honduras-mahagóni, Tabasco-mahagóni stb., spanyol mahagóni, caoba, madeira, coabilla, acajou.
A mahagóni szó sok olyan faanyag kereskedelmi nevében is szerepel, mely színében, megjelenésében, struktúrájában a Swietenia mahagónira emlékeztet, annak helyettesítésére használható, elsősorban az afrikai Khaya nemzetség tagjai, azok faanyagai (afrikai mahagóni), vagy az Entandrophragma nemzetség egyes tagjai esetében (Sipo mahagóni, Sapelli mahagóni).
Jellemzően vöröses színű, homogén szerkezetű, középlágy–középkemény, nagyon jól megmunkálható, dekoratív faanyag.

## Az élő fa
A Swietenia nemzetségbe tartozó fafajok Közép- és Dél-Amerika trópusi alsó örökzöld esőerdeiben, félörökzöld erdeiben, a montán esőerdők alsó magassági fokozatában fordulnak elő. Leginkább Brazília, Honduras, Guatemala, Mexikó területén találhatók. Magasságuk 30 – 40 méter, a törzsük legtöbbször szabályos, hengeres, támaszgyökereket csak az idősebb fák fejlesztenek.
A különböző fajok minden szempontból nagyon hasonlóak, gyakran hoznak létre hibrideket. Az eredeti Swietenia mahagoni állományai már teljesen kimerültek, nincsenek kereskedelmi forgalomban. A S. macrophylla, a S. humilis, a S. candollei, a S. aubrevilleana, a S. kukovii, a S. tessmannii anyaga szinte megkülönböztethetetlen a Swietenia mahagonitól, de ezek mennyisége is korlátozott. Újabban plantázsokban is ültetik, elsősorban Indiában, Mianmarban, Srí Lankán és néhány afrikai országban.

## A faanyag
A szíjács fehéres, szürkés, 2,5 – 5 cm vastag, nem használják, a geszt színe sárgástól vörösesbarnáig terjed, utánsötétedik. A textúra a váltakozóan csavarodó növés miatt a megvilágítástól függően fénycsíkokat mutat, aranyszínűen fénylik. A pórusok szabad szemmel jól, a bélsugarak kevésbé láthatók.

## Felhasználása

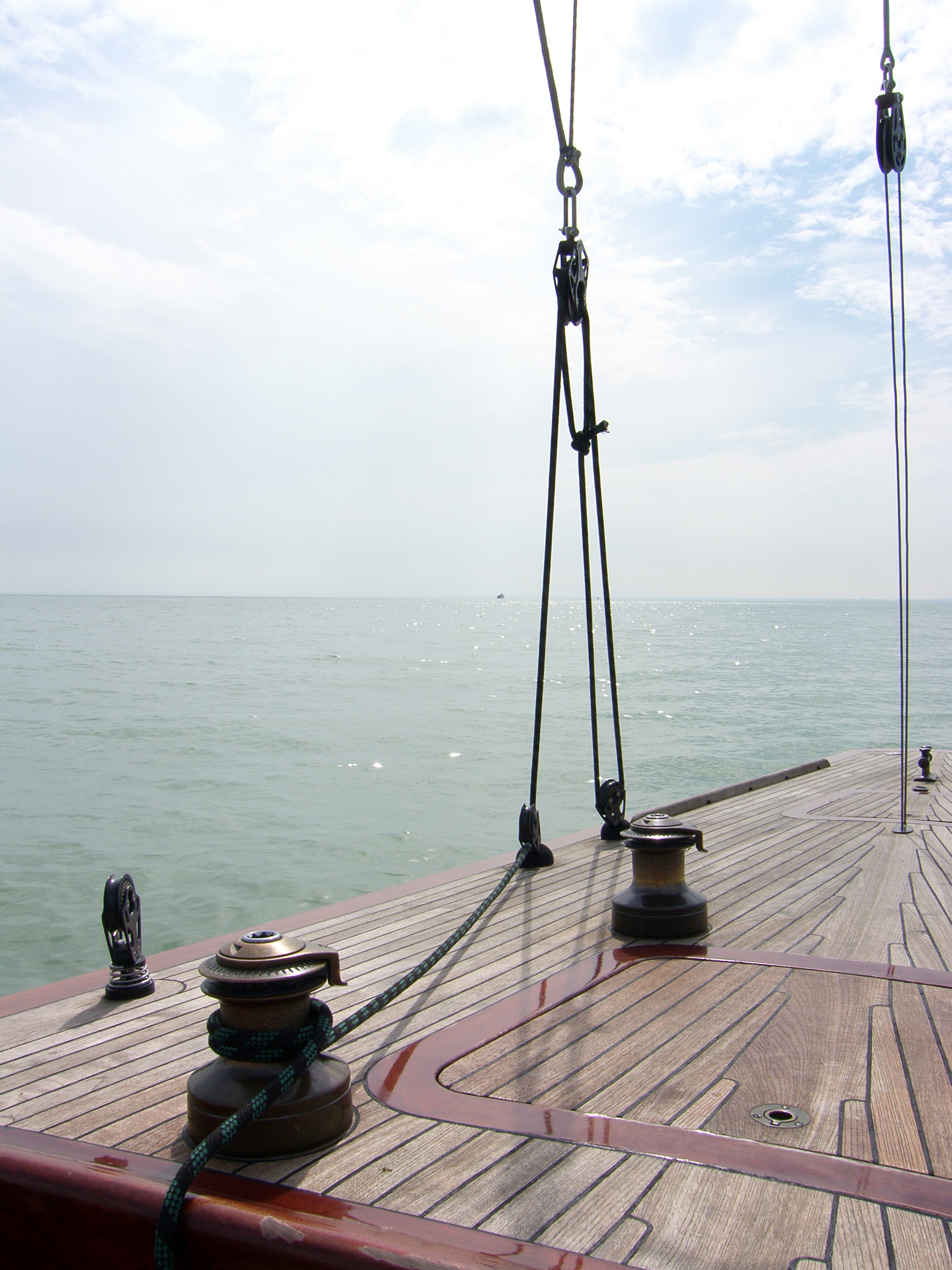
A mahagóniból újjáépített Nemere II. 75-ös balatoni cirkáló fedélzete

SzárításJól, gyorsan szárítható, nem reped, nem vetemedik. Felhasználás közbeni stabilitása jó.
MegmunkálásKézi és gépi szerszámokkal egyaránt a legjobban megmunkálható faanyagok egyike. Jól fűrészelhető, késelhető, hámozható, faragható, de éles szerszámot igényel. Közepesen hajlítható.
RögzítésJól szegelhető, csavarozható, jól ragasztható, a lúgos ragasztók foltot okozhatnak.
FelületkezelésKiválóan csiszolható, lakkozható, kis pórustömítést igényel.
TartósságGomba- és rovarálló, időjárásálló.
Elsősorban furnért készítenek belőle, ezen kívül igényes bútorok, stílbútor utánzatok fontos anyaga, de szerkezeti anyagként is alkalmazzák a külső és belsőépítészetben. A hajó- csónak- és járműépítésben, sportszerekhez, a hangszerészetben is használják, valamint esztergályozásra, faragásra, intarziakészítésre.

## Felhasználásának története
Amerika felfedezése után a spanyolok a mahagónit először hajóépítésre használták, felismerve a kártevőkkel szembeni rendkívüli ellenállóképességét, tartósságát, jó megmunkálhatóságát. Hamarosan az anyaországban is elkezdték szerkezeti faként való használatát, például II. Fülöp az Escorial építtetésekor hatalmas mennyiséget hozatott be. Ebben a korban nagyon sok kastély, templom, kolostor tetőszerkezetében kapott szerepet ez a kiváló, értékes faanyag. 
Angliában a 18. század elejétől, Németországban a század második felétől tűnik fel, elsősorban a bútorasztalosok műhelyeiben, bútor-manufaktúrákban. Az 1760-as évektől kezdődik az afrikai mahagóniféleségek importja (Khaya, Entandrophragma fajok). 1750 körül született meg Thomas Chippendale londoni műasztalos keze alatt egy új stílus, az ún. chippendale- vagy mahagóni-stílus. Ettől kezdve vált ez a faanyag a kastélyok, gazdag polgári miliők divatfájává.
Az ipari forradalom korában tudtak végül érvényre jutni a mahagóniknak azok az előnyös tulajdonságai, a nagy rönkátmérő, az egyenletes rostszerkezet, melyek alapján különösen alkalmasnak bizonyultak késelt furnérok előállítására. Napjainkban is ez ennek a faféleségnek a legjellemzőbb felhasználása.